# Гоголевський Олександр Володимирович
Олександр Володимирович Гоголевський (нар.. 11 листопада 1952, с. Верхосулка Білопільського району Сумської області, Українська РСР, СРСР) - радянський і російський історик.
Доктор історичних наук (1990), професор (1991).

## Біографія
Закінчив історичний факультет Ленінградського державного університету імені А. А. Жданова (кафедра історії радянського суспільства) (1975).
У 1978 році захистив кандидатську дисертацію на тему «Петроградська Рада в 1918—1920 рр. (Формування, склад, структура)».
У 1978—1987 роках працював науковим співробітником Ленінградського відділення Інституту історії СРСР АН СРСР (нині Санкт-Петербурзького інституту історії РАН). Згодом, з 1987 по 1997 рр. працював у Санкт-Петербурзькому державному університеті фізичної культури ім. П. Ф. Лесгафта.
У 1990 році захистив докторську дисертацію на тему «Партія і класова самосвідомість робітників Петрограда в роки громадянської війни».
З 1997 по 2007 рр. — завідувач кафедри історії Росії і зарубіжних країн, а в 2001—2007 роках директор Республіканського гуманітарного інституту Санкт-Петербурзького державного університету. 
З січня 2008 по квітень 2011 рр. — ректор Псковського державного педагогічного університету ім. С. М. Кірова.
Потрібно займатися фандрайзингом, залучати кошти у свій університет. Я вважаю, що це зараз — головна задача будь-якого ректора і його команди — стати менеджерами по вишукуванню коштів. Це зараз загальна тенденція і в європейській, і в північноамериканській освіті". «У будь-якому місті Європи і Америки університет грає системну роль, тому що це не лише освітній майданчик, але й майданчик, де можна погоджувати різного роду інтереси — бізнесу, політики тв громадських кіл».
«Я абсолютно переконаний в тому, що університет в цілому, його керівники і викладачі, перебуваючи на державній службі, повинні відстоювати інтереси держави… якщо ви знаходитесь в державному університеті, то будьте люб'язні відстоювати пріоритети державної політики, у тому числі й освітньої та економічної».
Був звільнений з посади ректора у зв'язку із включенням Псковського державного педагогічного університету до складу новоутвореного Псковського державного університету.

## Основні роботи
- Петроградский Совет в годы гражданской войны. Л.: Наука, 1982. 198 с.
- Очерки истории русского либерализма XIX — начала XX века. СПб.: Изд-во С.-Петерб. ун-та, 1996. 153, [2] с. ISBN 5-288-01485-X.
- Русский либерализм в последнее десятилетие империи: очерки истории (1906—1912). СПб.: Изд-во СПбГУ, 2002. 227, [2] с. ISBN 5-288-02282-8.
- Революция и психология: политические настроения рабочих Петрограда в условиях большевистской монополии на власть (1918—1920). СПб.: Изд-во С.-Петерб. ун-та, 2005. 215, [3] с. ISBN 5-288-03876-7.
- Вехи российской истории. СПб., 1994.

Автор понад 120 наукових публікацій, в тому числі 6 монографій. О. В. Гоголевський є також публікатором та упорядником збірників документів періоду революції та громадянської війни (декретів, спогадів).

## Звання та нагороди
- Почесний працівник вищої професійної освіти Російської Федерації.
- Нагороджений медаллю ордена «За заслуги перед Вітчизною» II ступеня" (2005)[5] та медаллю «В пам'ять 300-річчя Санкт-Петербурга».